# أنتوني ليو
أنتوني ليو (بالإنجليزية: Anthony Liu) هو مدرب تزلج فني ‏ صيني وأسترالي، ولد في 4 يوليو 1974 في كيكيهار في الصين.

## وصلات خارجية
- أنتوني ليو على موقع الاتحاد الدولي للتزلج (الإنجليزية)
- أنتوني ليو على موقع أوليمبيديا (الإنجليزية)
- أنتوني ليو على موقع اللجنة الأولمبية الأسترالية (الإنجليزية)